# Friedrich Pauer (Schriftsteller)
Friedrich Pauer (* 24. April 1802 in Hannover; † 1. April 1848 in Bremen) war ein deutscher Eisenbahn-Fachmann und Schriftsteller.

## Leben
Der in der sogenannten „Franzosenzeit“ in Hannover geborene Friedrich Pauer trat nach seinem Schulbesuch in die Hannoversche Armee ein. Später studierte er Rechtswissenschaften und übernahm anschließend als Direktor die Leitung einer Eisenbahndirektion in New York. Daneben wirkte Pauer in den USA auch in Baltimore (Maryland) und Boston.
Insbesondere in der Zeit zwischen 1826 und 1828 veröffentlichte Pauer vor allem zwei Sammlungen „Erzählungen“.
Pauer stand in Kontakt mit dem hannoverschen Archivar und Autografensammler Georg Kestner, dem er am 25. März 1831 einen heute in der Universitätsbibliothek Leipzig aufbewahrten Brief sandte als „Begleitschreiben zu einigen Handschriften“. Darin kündigte er weitere Handschriften an, darunter von dem Schriftsteller der Romantik Ludwig Tieck und Jean Paul.
Friedrich Pauer starb im jungen Alter von kaum 46 Lebensjahren in Bremen.

## Schriften (Auswahl)
Prosa:
- Erzählungen
  - Band 1: Eduard und Kathinka. Natalie. Xavier. Die Jugendfreunde. Mit einem Kupfer, Nürnberg [u. a.]: Zeh, 1827; Google-Books
  - Band 2: Die Stiefbrüder, oder: Die Wahnsinnige auf dem Grauensteine, zwei Novellen, 1828
- Klein Teufelchen oder der Stiefbruder, Leer: Vogler, 1828
  - Klein Teufelchen oder der Stiefbruder, Braunschweig: Waisenhaus, 1828
- Jacobea, Königinn der Niederlande. Schauspiel in 3 Akten, Osterode: Hirsch, 1829
- Neue Novellen. Bilder aus der wirklichen Welt, Mannheim: Löffler, 1832
- Sheppard Lee oder Nord-Amerika in seinen socialen Beziehungen. Skizzen aus dem Leben, 2 Bände, Bremen: Hunckel, 1847

Sachbücher, darunter Ratgeber für deutsche Auswanderer:
- Texas. Ein sichrer Führer für Auswanderer. Nebst ausführlicher Beschreibung der Viehzucht und der Bebauung der dortigen Landes-Erzeugnisse ... Nebst einem Anhange, den Mainzer Verein, zum Schutze, deutscher Einwanderer in Texas betreffend ... (= Western Americana, frontier history of the trans-Mississippi West, 1550–1900, reel 413, no. 4180), Bremen: W. Kaiser [Druck von F.C. Dubbers], 1846.
- Die Vereinigten Staaten von Nord-Amerika nach erfolgtem Anschluss der Republik Texas. Mit besonderer Beziehung auf deutsche Auswanderer. Von Fr. Pauer (= American culture series, vol. 2), Bremen: Dubbers, 1847

Übersetzungen:
- Das Leben des Lord Byron. Mit Lord Byron's wohlgetroffenem Bildnisse. Von J. W. Lake. Verdeutscht von Friedrich Pauer, Quedlinburg u. a.: Verlag von Gottfried Basse, 1827; Google-Books

Vertonte Lyrik:
- F. Pauer: An den Schlaf, in Friedrich Hieronymus Truhn: Passionsblumen. Geistliche Gesänge für eine tiefe Singstimme (Alt oder Bass) mit Begleitung des Pianoforte. Opus 5. In Musik gesetzt von Friedrich Hieronym. Truhn, Berlin: Bechtold & Hartje, [1834]